# Municipio de Nordick
El municipio de Nordick (en inglés: Nordick Township) es un municipio ubicado en el condado de Wilkin en el estado estadounidense de Minnesota. En el año 2010 tenía una población de 87 habitantes y una densidad poblacional de 0,93 personas por km².

## Geografía
El municipio de Nordick se encuentra ubicado en las coordenadas 46°24′47″N 96°35′32″O / 46.41306, -96.59222. Según la Oficina del Censo de los Estados Unidos, el municipio tiene una superficie total de 93.63 km², de la cual 93,63 km² corresponden a tierra firme y (0 %) 0 km² es agua.

## Demografía
Según el censo de 2010, había 87 personas residiendo en el municipio de Nordick. La densidad de población era de 0,93 hab./km². De los 87 habitantes, el municipio de Nordick estaba compuesto por el 100 % blancos. Del total de la población el 0 % eran hispanos o latinos de cualquier raza.